# Aquiles Serdán (Chihuahua)

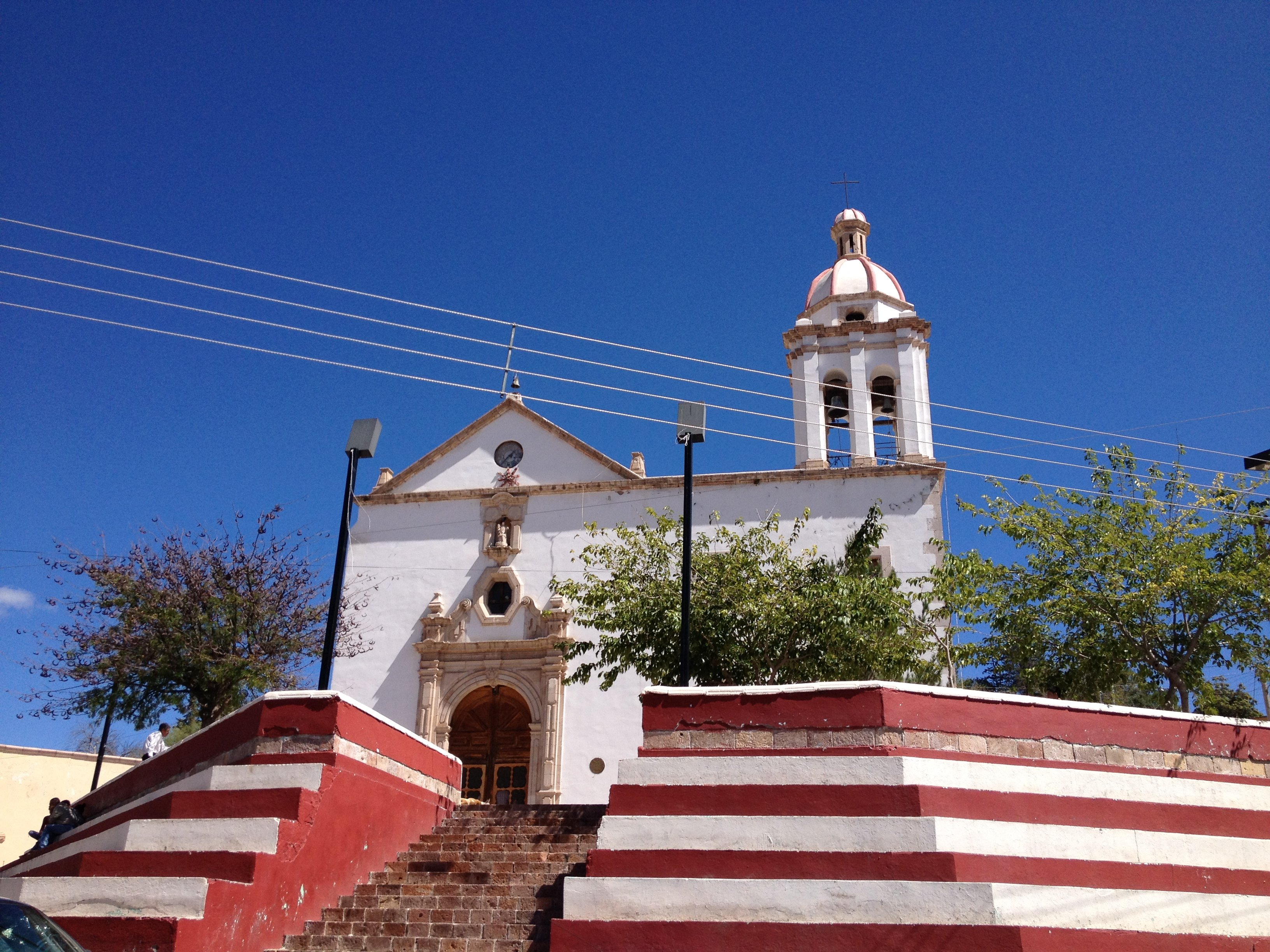
Templo de Santa Eulalia

Aquiles Serdán é um município do estado de Chihuahua, no México.